# Gana Fuerteventura
Gana Fuerteventura fue una coalición electoral de ámbito insular de la isla de Fuerteventura. Defendía una mayor relevancia de la isla en el conjunto de las Islas Canarias. Estuvo liderada por Domingo González Arroyo, tras la fusión de su Partido Progresista Majorero (PPMajo) con la Unión del Pueblo Majorero, liderada por Águeda Montelongo González.
En noviembre de 2022 se integró en el Partido Popular, y Pilar González Segura—la única alcaldesa majorera perteneciente a Gana Fuerteventura—pasó a formar parte del PP y sería su candidato a la alcaldía en las elecciones municipales de mayo de 2023.